# Wolf Albrecht Anckelmann
Wolf Albrecht Anckelmann, zeitgenössisch meist Anckelman, (* 7. November 1613 in Leipzig; † 1684) war ein deutscher evangelischer Domdechant in der Residenzstadt Zeitz und Rittergutsbesitzer im Herzogtum Sachsen-Zeitz.

## Leben

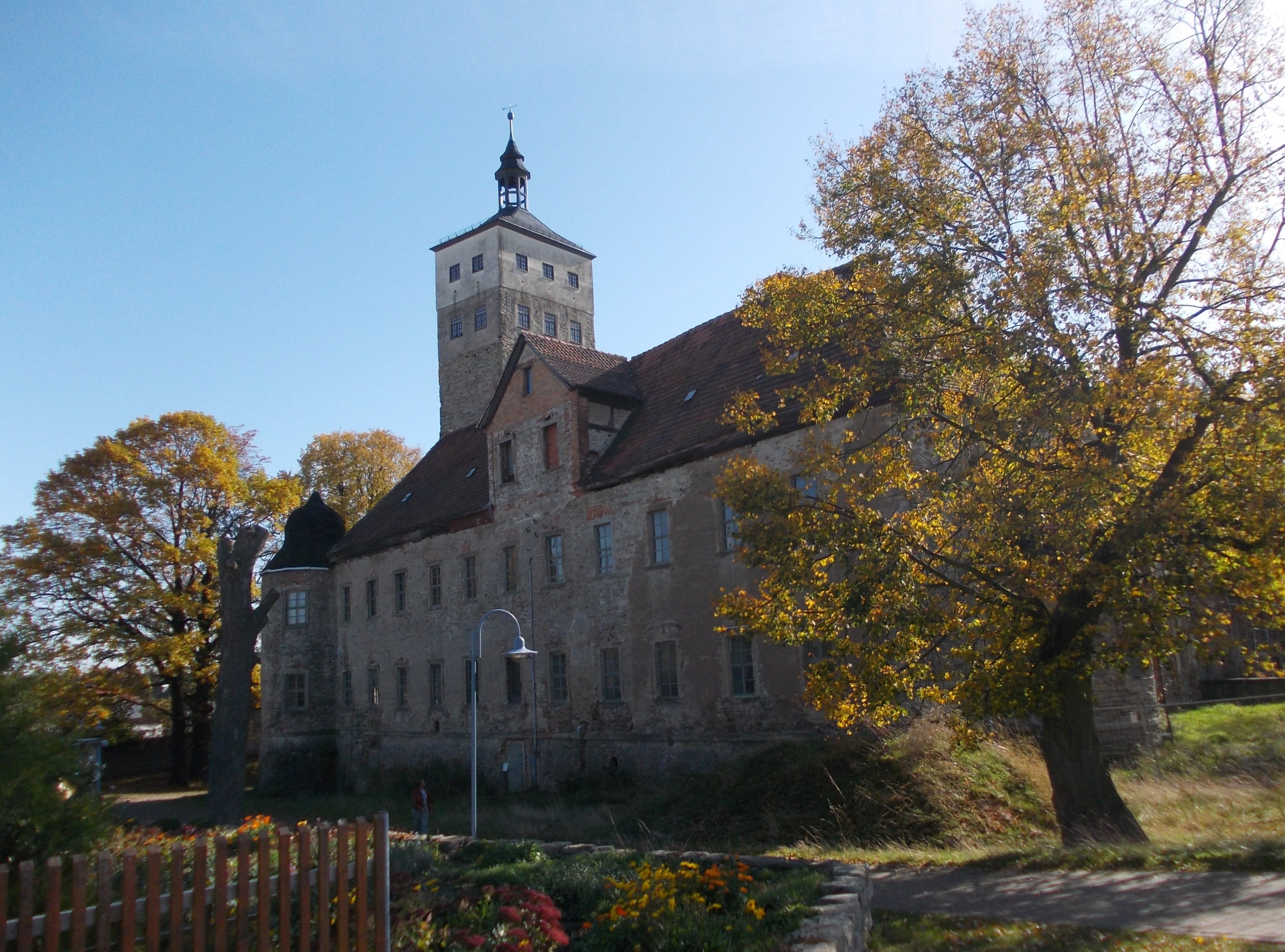
Schloss Heuckewalde, von 1650 bis 1684 im Besitz von Wolf Albrecht Anckelmann

Wolf Albrecht entstammte der alteingesessenen Hamburger Familie Anckelmann und war der älteste Sohn des Kaufmanns und Rathsherrn Joachim Anckelman, der in die Messestadt Leipzig gezogen war, und seiner Ehefrau Catharina geb. Lebzelter.
Über die Schul- und Studienzeit von Wolf Albrecht Anckelmann ist nur wenig bekannt.
1650 wurde er von Kurfürst Johann Georg I. von Sachsen mit dem Schloss Heuckewalde belehnt, das er seinen drei jüngeren Brüdern Joachim, Johann Ernst und Caspar Anckelmann abgekauft hatte. Die Belehnung mit Heuckewalde wurde 1659 gegenüber Herzog Moritz und 1682 gegenüber Herzog Moritz Wilhelm von Sachsen-Zeitz erneuert. Daneben besaß Wolf Albrecht Anckelmann auch Görnitz. Mitbelehnt war damals auch sein jüngerer Bruder Joachim Anckelmann in Hamburg, der dort im Senat saß.
1661 übernahm Anckelmann die Würde des Vize-Domdechanten in Zeitz, das er dann im Jahre 1669 vollständig als Domdechant übernahm und bis zu seinem Tode ausübte.
Nachdem Wolf Albrecht Anckelmann gestorben war, wurde 1684 sein Nachlass inventarisiert. Entsprechende Unterlagen befinden sich heute im Gutsarchiv Heuckewalde im Landesarchiv Sachsen-Anhalt in Wernigerode.